# Sennacherib
Sennacherib (in lingua accadica Sîn-aḥḥē-erība, il cui nome è traducibile in "Sin (il Dio della Luna) ha rimpiazzato i fratelli"; Nimrud, 740 a.C. circa – Ninive, 681 a.C.) fu figlio di Sargon II, al quale succedette sul trono di Assiria il dodicesimo giorno di Ab (luglio-agosto) del 705 a.C..
Nei primi anni del suo regno conquistò Babilonia e scelse come sede del suo impero la città di Ninive, situata vicino alla odierna Mosul, dove fece costruire il celebre "Palazzo senza eguali", citato anche dalla Bibbia. Morì nel 681 a.C., forse per un complotto familiare.

## Biografia

### L'assedio di Gerusalemme
Una delle imprese più famose del re è l'assedio di Gerusalemme durante la campagna di conquista della Palestina. Nel 701 a.C., nel regno di Giuda scoppia una ribellione capeggiata dai re di Fenicia e Palestina, appoggiata dall'Egitto. Sidone governata da Lule, Askalon dal re Sidka e Giuda sotto il re Ezechia si ribellano al dominio assiro e ricevono un corpo di spedizione egizio guidato dal fratello del faraone Shabataka, Taharqa. Sennacherib risponde entrando in Palestina e saccheggiando diverse città, tra cui Askalon. Affrontati e sconfitti i re coalizzati a nord di Ashdod, presso Elteqeh, Sennacherib prosegue per stringere d'assedio Gerusalemme, ma presto torna a Ninive senza recare nessun danno alla città. Questo famoso evento viene ricordato dallo stesso Sennacherib, da Erodoto, e da alcuni passi della Bibbia.

### La versione biblica
Secondo la Bibbia, l'assedio fallisce perché «l’angelo di Yahweh giunse e colpì 185 000 soldati nel campo degli Assiri» (Secondo libro dei Re, 19.35). Il testo biblico racconta nel dettaglio l'evento, a partire dalla definitiva distruzione del regno settentrionale d'Israele e della capitale Samaria. Da qui nasce la leggenda delle dieci tribù perdute, citate nel Secondo libro dei Re (17), che si riferisce ai gruppi di israeliti deportati e rilocati dagli Assiri in altre regioni dell'impero. Il testo racconta che Ezechia si ribellò agli Assiri, che catturarono tutte le sue città. Rendendosi conto del suo errore, egli inviò un grande tributo al re assiro. Ezechia pagò il tributo imposto da Sennacherib di 300 talenti d’argento (oltre 1 549 370 euro) e 30 talenti d'oro (oltre 8 469 893 euro) (18:14-16). Tuttavia gli Assiri marciarono ugualmente verso Gerusalemme occupando prima Lachis, città giudea nella Sefela. Durante l'invasione lanciata nel 701 avanti Cristo Lachis fu assediata da Sennacherib re d'Assiria, che la usò come una base per le operazioni militari successive contro Gerusalemme, da lì mandò Rabsache, Tartan e Rabsaris contro la città santa con imponenti forze militari nel tentativo di indurre alla resa il re Ezechia. (Gsè 15:21, 33, 39) Lachis viene oggi identificata con Tell ed-Duweir (Tel Lakhish), collina circondata da vallate circa 24 km a ovest di Ebron. Anticamente occupava una posizione di grande importanza strategica sulla principale carovaniera che collegava Gerusalemme con l'Egitto. Sennacherib il re assiro inviò il suo comandante in capo con un esercito per assediare la città, mentre lui stesso combatteva contro gli Egizi. La delegazione assira era tornata da Sennacherib, che combatteva contro Libna, quando giunse la notizia «circa Tiraca re d’Etiopia: ‘Ecco, è uscito a combattere contro di te’» (2Re 19:8, 9). Le iscrizioni di Sennacherib parlano di una battaglia combattuta a Elteche (ca. 15 km a nord-nord-ovest di Ecron) nella quale egli afferma di avere sconfitto un contingente egiziano e l'esercito del "re d'Etiopia". Quindi sono descritti la conquista di Ecron e il ritorno al trono di Padi, liberato da Sennacherib.
Il comandante assiro si incontrò con gli ufficiali di Ezechia e intimò loro di arrendersi, insultandoli a voce così alta che la popolazione dalle mura poté sentirlo, e bestemmiando contro Ezechia ed il suo dio. Come si arrivò a questo?  Sapendo che Dio deplorava qualsiasi unione o alleanze del suo popolo con altri popoli pagani, adoratori di idoli, ai quali venivano offerti sacrifici umani, Ezechia rifiutò di chiedere aiuto alle nazioni vicine aspettando che Yahweh lo salvasse. Il re Ezechia, devoto seguace della Legge Mosaica decretata da Dio, sapeva che lo stesso Dio non voleva che si allacciassero alleanze di nessun "tipo", economiche, religiose, - inclusi naturalmente rapporti sociali con popoli di fede e riti pagani, per il fine di conservare la purezza spirituale, morale e fisica del suo popolo, - quanto meno politiche in quanto Israele era considerato fino al tempo  di Mosè governo teocratico, e la  massima autorità, Dio, emanò legge che chiunque allacciasse relazioni con stranieri che adoravano altri dei , ne avrebbe similmente pagato le conseguenze, verosimilmente, anche I Re che in seguito governarono Israele che furono nominati da profeti per diretta volontà di Dio dovettero rispettare queste restrizioni. Infine per evitare relazioni con nazioni che sfidavano le sue leggi, le leggi che Dio affidò a Mosé per il suo popolo, per tale ragione Ezechia si rifiutò inizialmente di pagare i tributi richiesti da Sennacherib e di allearsi con l'Egitto. Ad aggravare le relazioni con gli Assiri fu lo stato di prigionia nelle carceri israelite di Padi, Re di Ekron, importante città filistea, che era uno dei 5 signori dell'asse dei Filistei (le altre città che lo costituivano erano Gaza, Ascalona, Ashdod e Gat). Padi era ritenuto un Re amico da Sennacherib ma fu tradito dalla sua stessa gente e consegnato ad Ezechia. Secondo il Re Assiro, Ezechia deteneva illegalmente Padi. La delegazione militare inviata dal Re assiro fece cadere Ezechia in uno stato di profonda disperazione dopo che gli fu riferito delle intimidazioni e delle bestemmie contro Dio.
Quando Ezechia seppe ciò, si strappò le vesti (un gesto tipico dell'epoca per manifestare ira e sgomento) e pregò Dio nel Tempio di Salomone. Il profeta Isaia disse al re che Dio avrebbe provveduto a scongiurare la minaccia. Secondo il profeta Isaia Dio usò il suo potere per influenzare il pensiero di Sennacherib mettendo una notizia nella sua mente che lo avrebbe indotto a tornare nel suo paese dove poi in seguito avrebbe trovato la morte. Quella notte l'angelo del Signore "Yahweh" uccise tutti i soldati dell'accampamento assiro, forte di 185.000 uomini. Sennacherib, alla notizia di quel massacro, si ritirò nuovamente a Ninive. Sia secondo la versione biblica che per Erodoto, poco tempo dopo due dei suoi figli maggiori lo uccisero mentre adorava il suo dio Nisroch nel tempio a lui dedicato. Gli successe un altro figlio, Esarhaddon.

### La versione assira

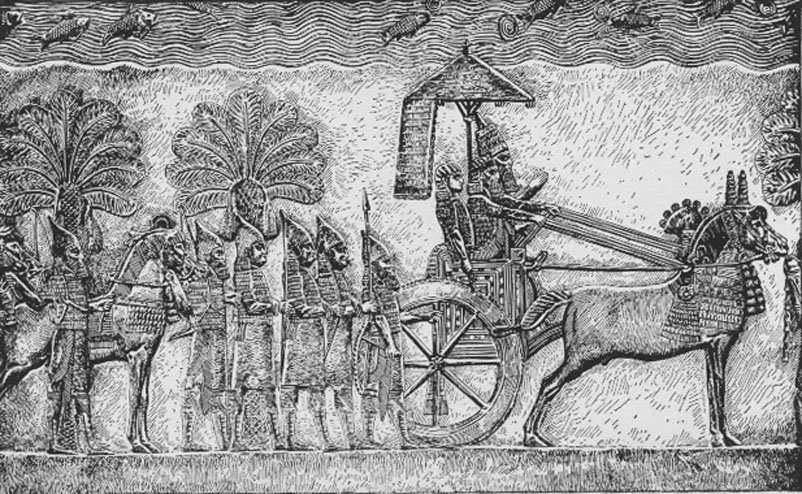
Sennacherib durante la campagna in Babilonia (Museo di Ninive).

Nelle cronache assire, l'assedio di Gerusalemme non solo non fu descritto come causa di così gravi perdite per l'esercito di Sennacherib, ma fu anzi tramandato come un totale trionfo, che costrinse il re Ezechia a pagare un pesante riscatto dopo che il sovrano assiro, come racconta la cronaca, «rinchiuse Ezechia il Giudeo come un uccello nella gabbia».
Nel cosiddetto Prisma di Taylor, una tavoletta d'argilla esagonale trovata nel palazzo reale di Ninive ed ora conservato presso il British Museum, sono incise le cronache delle otto campagne militari che questo sovrano intraprese contro diverse popolazioni che si rifiutarono di sottomettersi alla dominazione assira. La terza di queste campagne venne guidata contro il regno di Giuda di re Ezechia.
Sennacherib nelle sue cronache fa un previo cenno delle sue vittorie lungo la via per Gerusalemme e di come i suoi nemici si arrendessero al suo cospetto. L'Egitto e la Nubia accorsero in aiuto delle città colpite. Ma Sennacherib sconfisse sia gli Egizi che i Nubiani. Poi catturò e saccheggiò altre città, compresa Lachish, e ne reinsediò sul trono Padi, loro capo, che era stato consegnato al re di Gerusalemme e lì tenuto come ostaggio.
Sennacherib diresse a questo punto le sue forze contro Ezechia del regno di Giuda, che si era rifiutato di sottomettersi a lui. Secondo la cronaca, 46 delle sue città vennero conquistate da Sennacherib, ma Gerusalemme non cadde. Nel suo resoconto dell'invasione, dato dal Prisma di Taylor, si narra:

### La versione di Erodoto
Lo storico antico greco Erodoto scrisse nelle sue Storie (2:141) un resoconto del disastro occorso per mano divina all'esercito di Sennacherib:

Sennacherib fu protagonista inoltre della distruzione di Babilonia, nel 689 a.C., ordinata per vendetta dopo l'uccisione del figlio Ashur-nadin-shumi.

## Nella letteratura
Lord Byron nel suo poema The Destruction of Sennacherib («The Assyrian came down like the wolf on the fold…») riprende la narrazione biblica del Libro dei Re.
Dell'uccisione di Sennacherib parla anche Dante Alighieri, nel XII canto del Purgatorio. Essa è rappresentata in un rilievo all'interno della cornice degli orgogliosi:
Anche Robert Hugh Benson lo cita, nell'estatica descrizione delle fasi preparatorie del ritorno del Cristo Salvatore ad Armageddon, ne Il dominatore del mondo.
Il sovrano è anche un personaggio presente ne L'assiro, romanzo dello scrittore statunitense Nicholas Guild.